# Conde de Poitiers
Conde de Poitiers , ou Conde de Poitou, é um título nobiliárquico francês, usado sobretudo na Idade Média, por membros da Casa Ducal da Aquitânia e membros da família real francesa. Poitou foi uma antiga província no centro-oeste da França, cuja capital era Poitiers.

## Condes de Poitiers
- Guerin (638-677)
- Renaud (795–843)
- Bernardo (815–844)
- Emeno (828–839)
- Ranulfo I (835-866)
- Ranulfo II (r. 866-890)
  - Duque da Aquitânia em 887
- Ébalo da Aquitânia (r. 890-935) (filho ilegítimo do precedente)
- Guilherme I de Poitou, o mesmo Guilherme III da Aquitânia, o Cabeça de Estopa (r.935-963) (filho do precedente)
- Guilherme II de Poitou, o mesmo Guilherme IV da Aquitânia, o Braço de Ferro (r.963-995) (filho do precedente)
- Guilherme III de Poitou, o mesmo Guilherme V da Aquitânia, o Grande (r.995-1030) (filho do precedente)
- Guilherme IV de Poitou, o mesmo Guilherme VI da Aquitânia, o Gordo (r.1030-1038) (filho do precedente)
- Otto, também duque da Gasconha (r.1038 -1039) (irmão do precedente)
- Guilherme V de Poitou, o mesmo Guilherme VII da Aquitânia (r.1039-1058) (irmão do precedente)
- Guilherme VI de Poitou, o mesmo Guilherme VIII da Aquitânia (r.1058-1086) (irmão do precedente)
- Guilherme VII de Poitou, o mesmo Guilherme IX da Aquitânia, o Trovador (r.1086-1127) (filho do precedente)
- Guilherme VIII de Poitou, o mesmo Guilherme X da Aquitânia, o Santo (r. 1127-1137)
- Leonor da Aquitânia (r.1137 –1120)[1][2]
  - Rei Luís VII de França (r.1137-1152)
  - Henrique II, Rei de Inglaterra (r.1152-1168)
- Guilherme IX, filho de Henrique II e Leonor da Aquitânia (1153-1156)[1][2]
- Henrique, o Jovem (1153-1156), irmão do anterior.
- Otão IV, imperador (1196-1218)
- Ricardo, 1.º Conde da Cornualha (1224)
- Afonso III de Poitiers (1220-1271)
- Rei Filipe V de França (1293-1322)
- Rei João II de França (1319-1364)
- João de Berry (1360-1416)
- João, Delfim de França (1398-1416)
- Carlos VII de França (1403-1461)